# Bernie Sanders
Bernard ”Bernie” Sanders, född 8 september 1941 i Brooklyn i New York, är en amerikansk politiker. Han var ledamot för delstaten Vermont i USA:s representanthus från 1991 tills han i kongressvalet 2006 valdes in i senaten. Fram till 2015, då han gick med i det Demokratiska partiet, var han partilös men samarbetade med Demokraterna i kongressen. Han är den som suttit längst i USA:s kongress som partilös. 
Sanders kandiderade i demokraternas primärval inför presidentvalen 2016 och 2020 men förlorade mot Hillary Clinton respektive Joe Biden. Sanders är en av de populäraste politikerna i USA, främst bland vänsterfalangen inom Demokraterna.

## Ungdomsåren
Bernie Sanders växte upp i Brooklyn i New York. Han studerade ett läsår vid Brooklyn College 1959–1960, och flyttade sedan till Chicago, där han 1964 tog en kandidatexamen i statskunskap vid University of Chicago. Han blev tidigt samhällsengagerad och på universitetet gick han med i ungdomsförbundet The Young People's Socialist League och var aktiv i medborgarrättsrörelsen. 1962 var förstaårsstudenten Sanders med om att leda en 15 dagars sittstrejk i protest mot att universitetet inte tillät svarta och vita studenter att bo tillsammans. Den 28 augusti 1963 deltog han i Marschen till Washington där Martin Luther King Jr höll sitt kända tal "I Have a Dream". 1968 flyttade han till den lantliga delstaten Vermont i nordöstra USA.

## Politisk karriär (fram till presidentvalskampanjerna)

### Tidig politisk karriär
Bernie Sanders började sin politiska karriär på delstatsnivå på 1970-talet. Han ställde upp i guvernörsvalen 1972 och 1976 och i senatorsvalen 1972 och 1974 för det socialdemokratiska partiet Liberty Union Party of Vermont, dock utan att vinna något av dem. År 1979 trädde Sanders ut ur partiet och började istället arbeta för organisationen American People's Historical Society.
År 1981 ställde han upp som oberoende kandidat i borgmästarvalet i staden Burlington och vann mot den sittande borgmästaren Gordon Paquette. Han kom sedermera att vinna ytterligare tre mandatperioder som borgmästare och satt på posten åren 1981–1989. Under hans första mandatperiod i Burlington bildade hans anhängare det lokala partiet Progressive Coalition, föregångare till det delstatliga Vermont Progressive Party som kom att stödja honom. Under Sanders satsade man i Burlington bland annat på bostäder åt låginkomsttagare och fattiga.

### Senator för Vermont

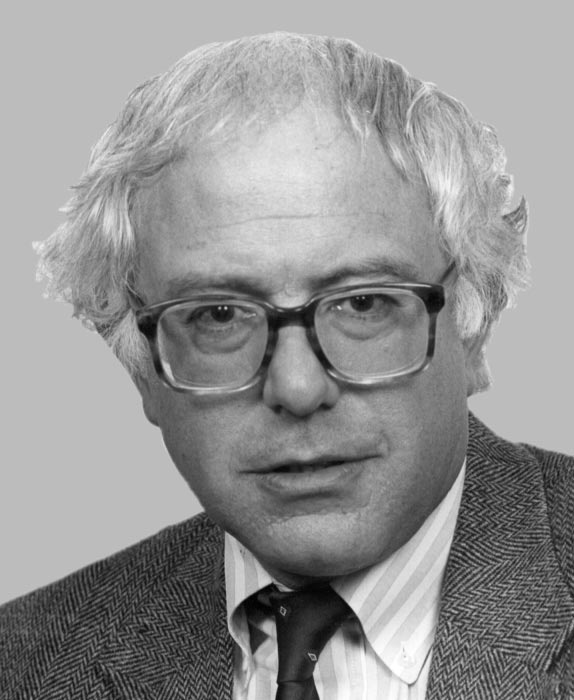
Bernie Sanders, 1991.

Sanders var ledamot i USA:s representanthus för delstaten Vermont åren 1991–2007. Sedan den 3 januari 2007 är han ledamot i USA:s senat för Vermont. Hans kampanj i kongressvalet 2006 var den dittills dyraste i Vermonts politiska historia. I sitt segertal efter valet den 7 november 2006 beskrev han president George W. Bushs politik som högerextrem.
Under tiden i senaten har han varit partilös, men som oberoende slutit en överenskommelse med Demokraternas ledarskap om att rösta med dem i alla processuella frågor om inte Dick Durbin kommer överens om att han inte behöver (en begäran som sällan gjorts eller beviljats).
I oktober 2017 uppgav Sanders att han skulle kandidera som oberoende senator i mellanårsvalet 2018, trots press för att kandidera som en kandidat för Demokraterna. Han omvaldes efter att ha fått 67 procent av rösterna.

## Presidentvalskampanjen 2016

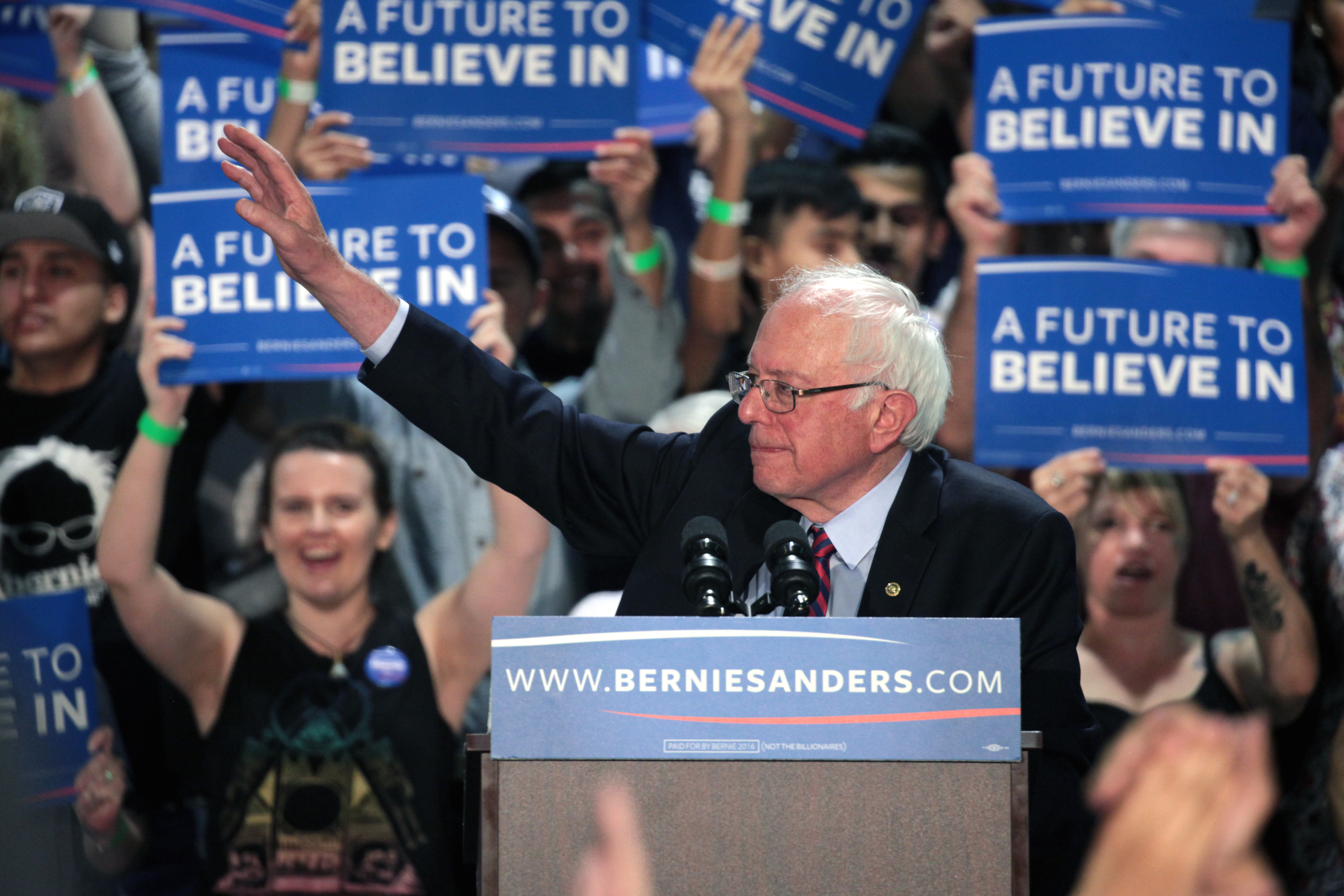
Sanders under presidentkampanjen 2016.

Bernie Sanders antydde redan i november 2013 att Elizabeth Warren borde bli USA:s president, men att om ingen progressiv vänsterkandidat ställde upp för nominering så skulle han själv kanske ställa upp. I december 2014 sade Warren att hon inte tänkte delta i presidentvalet. Efter en betänketid under 2015 och våren 2015 meddelade Sanders den 26 maj sitt beslut i frågan, att han ämnade att kandidera till att bli Demokraternas presidentkandidat i valet 2016. Tillkännagivandet kom på hemmaplan, under ett offentligt tal i Burlington, Vermont. Sanders presidentvalskampanj drog stort tämligen direkt efter tillkännagivandet. Ett exempel var talet i Madison, Wisconsin den 1 juli 2015 med omkring 10 000 personer i publiken. I slutet av 2015 kom Sanders allt mer att framstå som den främste huvudkandidaten till Hillary Clinton för Demokraternas nominering. I CNN/WMUR:s opinionsmätning inför Demokraternas primärval i New Hampshire, utförd mellan 18 och 24 juni, hade Sanders som exempel 35 procentenheter mot Clintons 43.
Den 1 februari 2016 fick Sanders 49,6 procent av alla röster i Iowas primärval mot Clintons 49,8 procent och i en undersökning av Quinnipiac University i februari hade Sanders 42 procent av demokraternas röster i hela USA mot Clintons 44 procent. Detta var i stor kontrast mot Clintons tidigare ledning i alla opinionsmätningar över landet. I mars 2016 stod det emellertid klart att Clinton vunnit primärvalet med 17 miljoner röster mot Sanders 13 miljoner röster.

## Presidentvalskampanjen 2020
Den 19 februari 2019 meddelade Sanders att han skulle söka Demokraternas nominering till USA:s president i presidentvalet 2020. 
Han avslutade sin kampanj den 8 april 2020.

### Debatter och intervjuer

#### Primärvalsdebatter
Under de tre första primärvalsdebatterna mellan de Demokratiska presidentkandidaterna hade Sanders en av mittpositionerna på scenen som en av favoriterna och huvudkandidaterna. 
Den sjunde debatten med CNN och Des Moines Register som värdar ägde rum vid Drake University i Des Moines, Iowa, den 14 januari 2020. Debatten inleddes med en lång diskussion om krigen i Iran och Irak. Ingen fråga kom dock på kostnaden av ockupationen. Däremot fick Sanders så småningom en fråga på hur han avsåg att betala för sin "Medicare for All-reform" liksom andra delar av sitt politiska program.

#### Intervjuer
Den sjätte april medverkade Sanders på en Fox News town hall, vilket väckte kritik och uppmärksamhet. Inte minst så kritiserades han av presidentkandidaterna Kamala Harris, Beto Orouke och Joe Biden för sin medverkan på ett Fox News arrangemang. Inslaget på TV fick 2.55 miljoner visningar och ökade tittarsiffrorna med 25 procent. Fram till september hade inslaget även fått 1.5 miljoner visningar på Youtube. 
Intervjun med Bernie Sanders på den populära podcasten Joe Rogans Experience den sjätte augusti var en annan framträdande Sanders-intervju under hösten. Joe Rogan sa efteråt att han var 100 procent vänster och att han skulle rösta på Sanders, men att Tulsi Gabbard var hans favorit. Avsnittet med Sanders på Rogans show hade en tid därefter fått över tio miljoner visningar.

### Donationer
Sanders mottog upp till 6 miljoner dollar i donationer till sin presidentkampanj den första dagen efter sitt tillkännagivande.

### Uppmärksammade uttalanden under presidentvalskampanjen
- Intervjun med Bernie Sanders på CNN den 25 februari 2019 uppmärksammades genom att Sanders inte ville beskriva Venezuelas ledare, Nicolás Maduro, som en diktator.[24][25][26]

## Politiska positioner
Sanders kallar sig demokratisk socialist och är en av ytterst få socialister som valts till federala befattningar i USA, inklusive den förste som valts till senator. Sanders är en självbeskriven progressiv. Han beundrar Den skandinaviska modellen av socialdemokratin och har varit en förespråkare för arbetsplatsdemokrati. Baserat på Sanders positioner och röster under hela sin politiska karriär, har Noam Chomsky och Thomas Frank beskrivit Sanders som en "New Dealer". Han rankades som den näst mest amerikansk-liberala medlemmen i senaten åren 2015–2017 i en mätning utförd av GovTrack.

## Familj

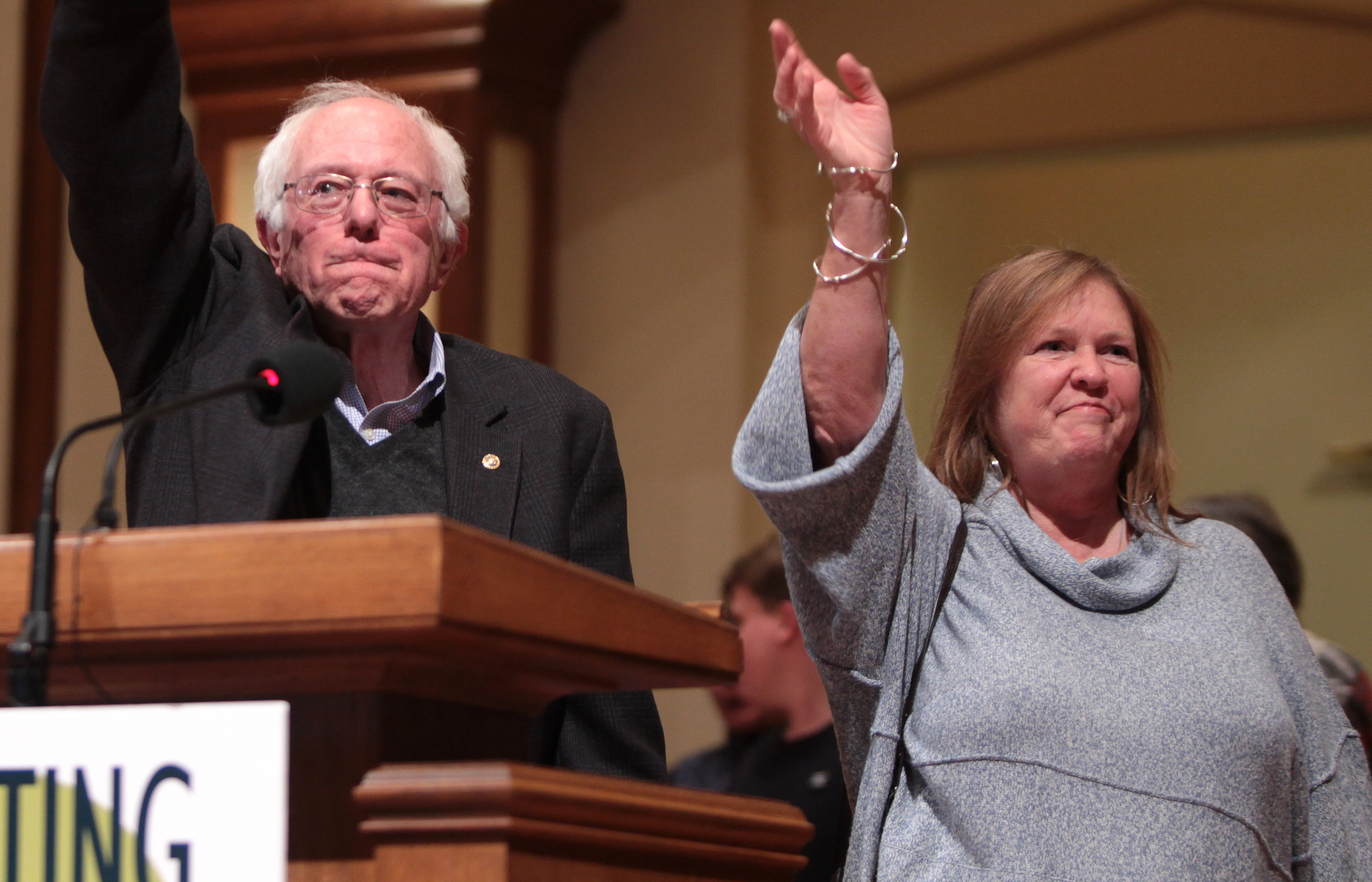
Bernie Sanders tillsammans med hustrun Jane O’Meara Sanders, 2016.

Bernie Sanders bror Larry Sanders har varit lokalpolitiker i Oxfordshire i Storbritannien för Green Party of England and Wales. Bröderna är uppvuxna i en judisk familj och fadern Eli Sanders arbetade som färgförsäljare. 
Sanders var gift med Deborah Shiling från 1964 till 1966. År 1969 fick han sonen Levi tillsammans med dåvarande flickvännen Susan Campbell Mott. Sedan 1988 är han gift med Jane O’Meara Sanders.

### Fotnoter
1. ↑  Poll: Bernie Sanders country’s most popular active politician. The Hill. Läst 14 februari 2018.
2. ↑  ”Sanders vill utmana Trump 2020”. Göteborgs-Posten/TT. 19 februari 2019. https://www.gp.se/nyheter/varlden/sanders-vill-utmana-trump-2020.52125ff2-2c6f-4a5e-a538-80cd7e78bbf4. Läst 23 juli 2024.
3. ↑  Frizell, Sam (26 maj 2015). ”The Radical Education of Bernie Sanders”. Time Magazine. https://time.com/3896500/bernie-sanders-vermont-campaign-radical/. Läst 27 februari 2020.
4. ↑  ”Bernie Sanders Fast Facts”. CNN. https://edition.cnn.com/2015/05/27/us/bernie-sanders-fast-facts/index.html. Läst 27 februari 2020.
5. ↑  ”News August 25”. Bernie Sanders – U.S. Senator for Vermont. 25 augusti 2013. Arkiverad från originalet den 6 februari 2020. https://web.archive.org/web/20200206110910/https://www.sanders.senate.gov/newsroom/newswatch/082513. Läst 27 februari 2020.
6. ↑  Mozingo, Joe (26 januari 2020). ”Bernie Sanders shaped this small city, and it gave him a moonshot to the national stage” (på engelska). Los Angeles Times. https://www.latimes.com/politics/story/2020-01-26/presidential-candidate-bernie-sanders-burlington-vermont-hometown. Läst 23 juli 2024.
7. ↑  Sen. Bernard Sanders (I-Vt.) RollCall.com. Hämtad 14 oktober 2015.
8. ↑  Arena Profile: Sen. Bernie Sanders Arkiverad 23 juli 2016 hämtat från the Wayback Machine.. Politico. Retrieved August 19, 2015.
9. ↑  ”Senator Bernie Sanders”. Vermont Progressive Party. Arkiverad från originalet den 24 september 2015. https://web.archive.org/web/20150924082434/http://www.progressiveparty.org/senator-bernie-sanders. Läst 8 juni 2015.
10. 1 2  Ring, Wilson (7 november 2006). ”Sanders, Welch are winners in Vermont”. USA Today. Läst 2 mars 2019.
11. ↑  ”Bernie Sanders criticized for leadership in VA committee”. CNN. https://edition.cnn.com/videos/politics/2015/10/15/bernie-sanders-veterans-affairs-griffin-dnt-ac.cnn. Läst 13 augusti 2018.
12. ↑  ”Sanders to run as an independent in 2018” (på engelska). TheHill. http://thehill.com/homenews/campaign/356650-sanders-to-run-as-an-independent-in-2018. Läst 10 maj 2018.
13. ↑  Joseph, Cameron (18 november 2013). ”Bernie Sanders won't rule out presidential bid, touts Elizabeth Warren”. The Hill (News Communications). https://thehill.com/blogs/ballot-box/presidential-races/190544-bernie-sanders-wont-rule-out-presidential-bid-touts. Läst 25 januari 2020.
14. ↑  Eidelson, Josh (27 november 2013). ”Bernie Sanders: Why I might run in 2016”. Salon. https://www.salon.com/2013/11/27/bernie_sanders_why_i_might_run_in_2016/. Läst 25 januari 2020.
15. ↑  Inskeep, Steve (15 december 2014). ”Arkiverade kopian”. 90.9 WBUR News. NPR. Arkiverad från originalet den oktober 30, 2020. https://web.archive.org/web/20201030203008/https://www.wbur.org/npr/370817279/sen-warren-warns-that-spending-bill-sets-dangerous-precedent. Läst 25 januari 2020.
16. ↑  Wilson Andrews; Alicia Parlapiano; Karen Yourish (30 juni 2015). ”Who Is Running for President (and Who’s Not)?”. The New York Times. http://www.nytimes.com/interactive/2016/us/elections/2016-presidential-candidates.html?_r=0. Läst 2 juli 2015.
17. ↑  Seelye, Katharine Q. (25 juni 2015). ”New Hampshire Poll Shows Bernie Sanders in Dead Heat With Hillary Clinton”. The New York Times. http://www.nytimes.com/politics/first-draft/2015/06/25/new-hampshire-poll-shows-bernie-sanders-in-dead-heat-with-hillary-clinton/?_r=0. Läst 7 juli 2015.
18. ↑  ”Bernie Sanders just melted away a 30-point Hillary Clinton lead in a new poll”. Business Insider. https://www.businessinsider.com/poll-bernie-sanders-hillary-clinton-tie-quinnipiac-2016-2. Läst 7 februari 2016.
19. ↑  ”Democratic Convention 2016”. The Green Papers. http://www.thegreenpapers.com/P16/D. Läst 17 mars 2017.
20. ↑  Rappeport, Alan; Acindor, Yamiche; Martin, Jonathan (26 juli 2016). ”Democrats Nominate Hillary Clinton Despite Sharp Divisions”. The New York Times. https://www.nytimes.com/2016/07/27/us/politics/dnc-speakers-sanders-clinton.html. Läst 17 mars 2017.
21. ↑  ”Bernie Sanders ställer upp i presidentvalet – utmanar Trump”. Expressen. https://www.expressen.se/nyheter/sanders-besked-vill-utmana-trump/. Läst 19 februari 2019.
22. ↑  ”Bernie Sanders drar sig ur presidentkampanjen”. www.expressen.se. https://www.expressen.se/nyheter/bernie-sanders-drar-sig-ur/. Läst 8 april 2020.
23. ↑  Kaplan, Thomas (20 februari 2019). ”Bernie Sanders Raises $6 Million After Announcing Presidential Bid” (på amerikansk engelska). The New York Times. ISSN 0362-4331. https://www.nytimes.com/2019/02/20/us/politics/bernie-sanders-fundraising.html. Läst 21 februari 2019.
24. ↑  Haltiwanger, John (26 februari 2019). ”Bernie Sanders won't call Venezuela's Nicolas Maduro a dictator as he decries history of US interventions in Latin America”. Business Insider. Läst 2 mars 2019.
25. ↑  Oprysko, Caitlin (26 februari 2019). ”Bob Menendez ’surprised’ by Bernie Sanders soft Maduro stance”. Politico. Läst 2 mars 2019.
26. ↑  Wulfsohn, Joseph A. (26 februari 2019). ”Bernie Sanders refuses to call Venezuela's Maduro 'dictator,' says 'democratic operations taking place'”. Fox News. Läst 2 mars 2019.
27. ↑  ”Exactly What Kind Of Socialist Is Bernie Sanders?” (på engelska). NPR.org. https://www.npr.org/sections/itsallpolitics/2015/08/27/434872755/exactly-what-kind-of-socialist-is-bernie-sanders. Läst 19 februari 2019.
28. ↑  Vermont’s Bernie Sanders Becomes First Socialist Elected to U.S. Senate, Democracy Now!. Hämtad 2015-14-10.
29. ↑  ”Bernie Sanders' Socialism Is as American as Apple Pie” (på amerikansk engelska). Huffington Post. https://www.huffingtonpost.com/peter-dreier/bernie-sanders-socialism-_b_7210120.html. Läst 30 april 2018.
30. ↑  ”Chomsky: Sanders Is the Best but Won't Win 'Bought Elections'”. Arkiverad från originalet den 25 februari 2020. https://web.archive.org/web/20200225081807/https://www.telesurenglish.net/news/Chomsky-Sanders-Is-the-Best-but-Wont-Win-Bought-Elections-20160211-0044.html. Läst 31 oktober 2018.
31. ↑  ”Report Cards for 2016 - Ideology Score - All Senators - GovTrack.us” (på engelska). GovTrack.us. https://www.govtrack.us/congress/members/report-cards/2016/senate/ideology. Läst 14 maj 2018.
32. ↑  Talbot, Margaret (12 oktober 2015). ”The Populist Prophet”. The New Yorker. ISSN 0028-792X. http://www.newyorker.com/magazine/2015/10/12/the-populist-prophet. Läst 22 maj 2016.
33. 1 2 3  ”PublishersWeekly.com”. http://www.publishersweekly.com/pw/by-topic/industry-news/publisher-news/article/67934-a-surge-of-bernie-sanders-books-are-coming.html. Läst 3 december 2016.
34. ↑  Noble, Barnes &. ”Speech: A Historic Filibuster on Corporate Greed and the Decline of Our Middle Class”. Barnes & Noble. http://www.barnesandnoble.com/w/books/1100395505. Läst 3 december 2016.
35. ↑  Sanders, Bernie (2015-12-22) (på engelska). The Speech: On Corporate Greed and the Decline of Our Middle Class (2 edition). Nation Books. ISBN 9781568585536. https://www.amazon.com/Speech-Corporate-Greed-Decline-Middle/dp/1568585535/ref=sr_1_2?ie=UTF8&qid=1480778577&sr=8-2&keywords=our+revolution. Läst 3 december 2016
36. ↑  Sanders, Bernie (2016-11-15) (på engelska). Our Revolution: A Future to Believe In. Thomas Dunne Books. ISBN 9781250132925. https://www.amazon.com/Our-Revolution-Believe-Bernie-Sanders/dp/1250132924/ref=sr_1_1?ie=UTF8&qid=1480778482&sr=8-1&keywords=our+revolution. Läst 3 december 2016